# Liškounovití
Liškounovití (Alopiidae) je čeleď žraloků z řádu obrouni, která zahrnuje pouze tři zástupce vyznačující se extrémně protaženým horním lalokem ocasní ploutve, který je zhruba stejně dlouhý jako tělo. Tento lalok liškouni používají jako bič, kterým omračují svou kořist. Liškouni se vyskytují v oceánech mírného, subtropického a tropického pásu. Čeleď liškounovití zahrnuje pouze jediný rod Alopias.

## Systematika
Jméno čeledi Alopiidae i rodu Alopias je odvozeno z řeckého ἀλώπηξ, alṓpēx, neboli liška. Rozeznávají se tři druhy liškounů, i když ve východním Pacifiku se možná vyskytuje ještě čtvrtý, dosud nepopsaný druh známý pouze ze vzorku svalu. Vedle tří recentních druhů se rozeznává poměrně velké množství fosilních druhů:
- Alopias pelagicus H. Nakamura, 1935 (liškoun pelagický)
- Alopias superciliosus R. T. Lowe, 1841 (liškoun velkooký)
- Alopias vulpinus Bonnaterre, 1788 (liškoun obecný)
- †Alopias acutidens Casier, 1958
- †Alopias alabamensis White, 1956
- †Alopias carolinensis White, 1956
- †Alopias crochardi Ward, 1978
- †Alopias denticulatus Cappetta, 1981
- †Alopias exigua Probst, 1879
- †Alopias hassei Noetling, 1885
- †Alopias hermani Kozlov, 1999
- †Alopias latidens Leriche, 1909
- †Alopias leeensis Ward, 1978
- †Alopias grandis Leriche, 1942
- †Alopias palatasi Kent & Ward, 2018
- †Alopias subexigua Dartevelle & Casier, 1959

## Charakteristika

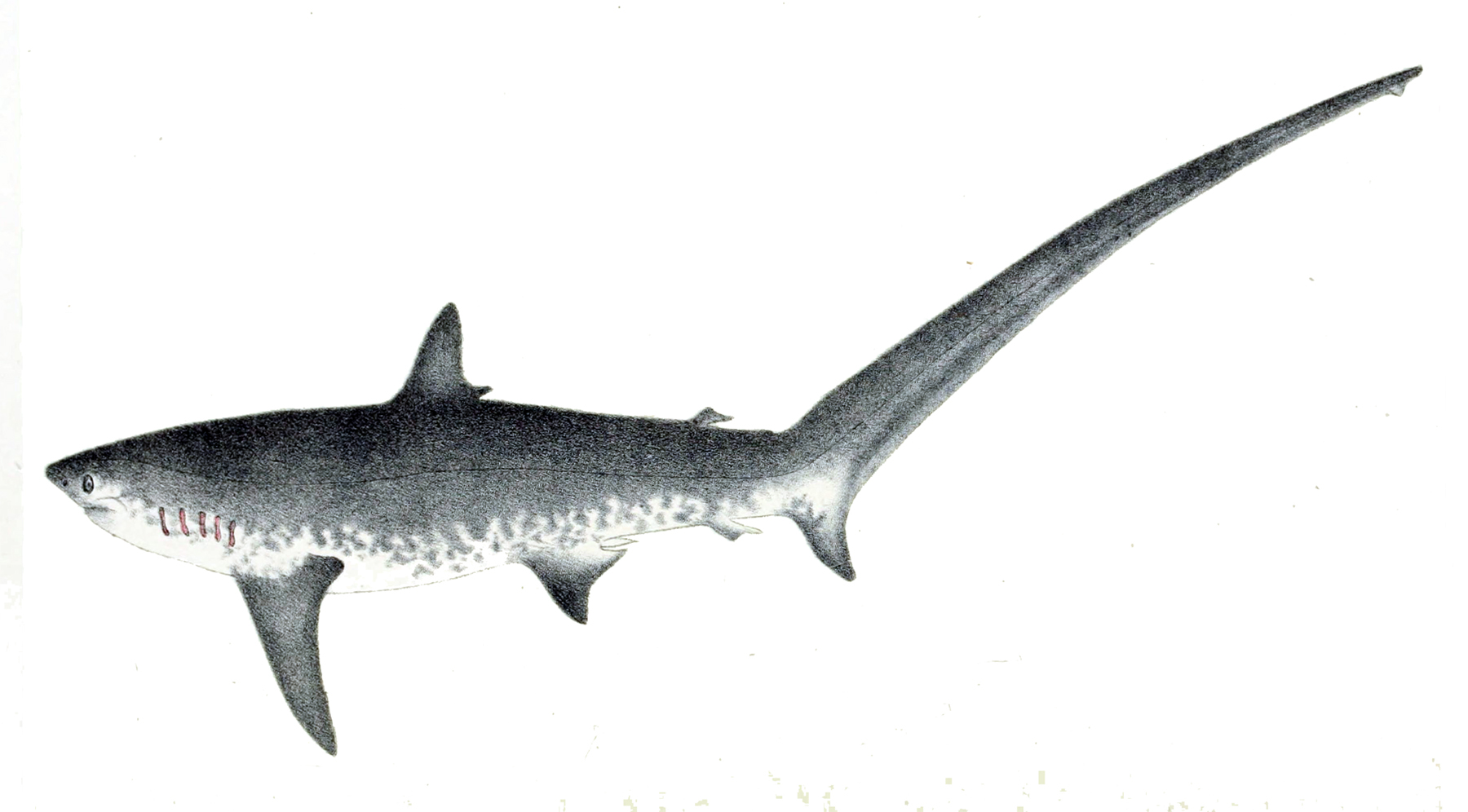
Ilustrace liškouna obecného z roku 1881

Typickým znakem liškounů je extrémně protažený, mírně srpovitě zahnutý horní lalok ocasní ploutve, která je zhruba stejně dlouhá jako tělo. Liškouni tento dlouhý tenký lalok používají při lovu, během něhož svou kořist omračují hbitými šlehy. Spodní lalok je jen středně krátký. Tělo je válcovité a pevné. Prsní ploutve jsou velmi dlouhé a úzké, u dospělců delší než hlava. Pánevní ploutve jsou značně velké. První hřbetní ploutev je velká a hranatá. Druhá hřbetní ploutev je společně s řitní ploutví velmi malá až nepatrná. Oči bývají poměrně velké a jsou umístěny po stranách hlavy, tzn. nezasahují na hřbetní stranu nevelké hlavy. Zadní dvě z pěti žaberních štěrbin jsou umístěny nad bází prsních ploutví. Ústa jsou malá a ukrývají středně velké až malé ostré zuby čepelovitého tvaru, jejichž celkový počet se pohybuje mezi 42–102. Ústa zasahují až za oči. Počet tělních obratlů je 100–125, celkový počet včetně ocasních obratlů je 282–477. Tělo mívá různé odstíny kovové barvy, která odráží sluneční svit, což liškounům pomáhá v maskování při nahánění rybích hejn. Zdaleka největším zástupcem je liškoun obecný, který dosahuje délky až 6 m. Nejmenší zástupce liškoun pelagický je typicky dlouhý jen kolem 3 m.

## Výskyt
Mají kosmopolitní rozšíření ve všech oceánech v mírném, subtropickém a tropickém pásu. Většinou se vyskytují v pelagických vodách, nezřídka však připlouvají i blíže ke břehu. Typicky obývají hloubky do 65 m, mohou se však vyskytovat až do 500m hloubek.

## Biologie

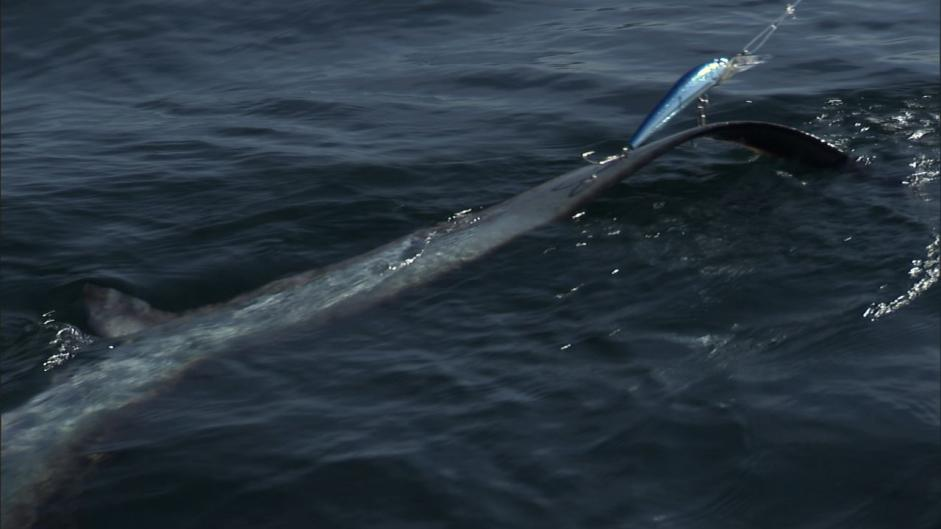
Liškoun obecný při zachycení ocasu na háček, ke kterému nechtěně dochází při útoku liškouna na rybářkou návnadu

Jsou vejcoživorodí. Samice vypouští do dělohy schránku s vajíčkem. Embryo se na této schránce krmí a později přijímá potravu konzumací dalších schránek a neoplodněných vajíček, které samice pro tyto potřeby produkuje. Krmí se hejnovými rybami a desetiramenatci. K jejich nahánění a omračování používají svůj dlouhý ocas, kterým mrskají vertikálním směrem přes hlavu. Liškouni jsou jedinými moderními žraloky, kteří používají k zabití své kořisti jiné části těla než čelisti.

## Vztah k lidem a ohrožení
Liškouni nejsou lidem nebezpeční, nicméně zejména liškoun obecný se svými 6 metry si zaslouží respekt. Hlavní ohrožení liškounů představují komerční rybáři, kteří liškouny nechtěně i cíleně chytají. Liškouni se často zachytávají na háčky za ocasy, když se snaží návnadu na háčku omráčit. Jedná se o jedny z nejčastěji exportovaných žraloků.